# Ryan Edwards (calciatore 17 novembre 1993)
Ryan Marc Edwards (Singapore, 17 novembre 1993) è un calciatore australiano, centrocampista dell'Omonia Aradippou.

## Caratteristiche tecniche
È un trequartista.

## Carriera

### Club
Ha giocato nella prima divisione scozzese, nella prima divisione australiana, nella seconda divisione inglese e nella seconda divisione spagnola.

### Nazionale
Ha partecipato ai Mondiali Under-20 del 2013 ed alla Coppa d'Asia AFC Under-23 2016.